# Zastava М92
Zastava M92 — югославский и сербский автомат. Вариант автомата Zastava M85 под патрон 7,62 × 39 мм.

## Конструкция
Автоматика работает по принципу отвода части пороховых газов с длинным ходом поршня. Запирание канала ствола производится поворотом затвора с двумя боевыми упорами. Ствол с 4 нарезами, шаг нарезов 240мм. На дульном срезе установлен пламегаситель по типу АКС74У. Ствольная коробка — штампованная, из стального листа 1.5 мм. Крышка ствольной коробки откидная, на шарнире. Предохранитель-переводчик расположен на правой стороне ствольной коробки. Режимы огня — непрерывный или с отсечкой по одному выстрелу. Прицельные приспособления состоят из мушки и поворотного целика по типу АКС74У, с отметками «2» (200м) и «4» (400м).

## Варианты
- M92 — стандартный вариант со стальным, складным вниз под цевьё прикладом и деревянным цевьём.
- M92-21 — модернизированный вариант. Цевьё и приклад полимерные, как на Zastava M21. Предлагался на экспорт компанией Yugoimport SDRP[6].

Для рынка гражданского оружия предлагается полуавтоматический вариант.

## Страны-эксплуатанты
- Государство Палестина: применяется президентской гвардией[8]
- ДР Конго[9][10]
- Иордания[11]
- Ирак[источник не указан 708 дней]
- Ливан[источник не указан 708 дней]
- Ливия: 80,000 приобретено в 2008—2009[12]
- Никарагуа[источник не указан 708 дней]
- Республика Сербская[13]
- Северная Македония[14]
- Сербия[15][16]